# 詹姆斯·卡莱尔
詹姆斯·貝多芬·卡莱尔爵士，GCMG（Sir James Beethoven Carlisle，1937年8月5日—），安提瓜和巴布达牙醫和政治家，1993年至2007年間出任安提瓜和巴布达总督。
| 前任： 威尔弗雷德·雅各布斯 | 安提瓜和巴布达总督 1993年至2007年 | 繼任： 路易絲·萊克-塔克 |